# Ulph Hamilton
James Ulph Harald Douglas Hamilton, född 1 februari 1920 i Montreux i Schweiz, död 19 april 1965 (självmord) var en svensk greve och frivillig i tyska Waffen-SS under andra världskriget.

## Biografi
Ulph Hamilton var son till Douglas Hamilton, som även han stred i tysk tjänst under andra världskriget, och Erna Hamilton, född Simonsen. Han växte upp hos sina morföräldrar i Danmark och 1934 inledde han studier vid Lund men avlade ingen examen. Sommaren 1941 tog han istället värvning i Waffen-SS och blev ledare för den så kallade "Hamiltongruppen" eller "Vikingarna" som de också kallade sig själva. Det var en grupp svenskar som rest med tron om att få strida i en helsvensk bataljon i Finland men istället hamnade på östfronten i SS-regementet Der Führer efter utbildning i Klagenfurt, Österrike. Ulph Hamilton, som var tysktalande, ledde gruppen fram till Klagenfurt där han istället fick agera tolk under utbildningen.
Under utbildningen hade han svårt att anpassa sig till den stränga disciplinen och hans änka Ulla-Birgitta Hamilton berättar i dokumentären Svenskarna som stred för Hitler om hur Ulph Hamilton vid ett tillfälle som bestraffning tvingats kräla i leran och sedan fått springa runt sin trupp och ropa "Jag är en svensk greve men jag ser ut som ett svin!". Dock blev han, innan han hunnit delta i strid vid fronten, hemskickad från utbildningen då man menade att han var "politiskt opålitlig".
Ulph Hamilton hittades död genom självmord efter att han inte dykt upp i rätten efter ett åtal för att ha svindlat matthandlare på äkta mattor.